# 麥克道威縣 (西維吉尼亞州)

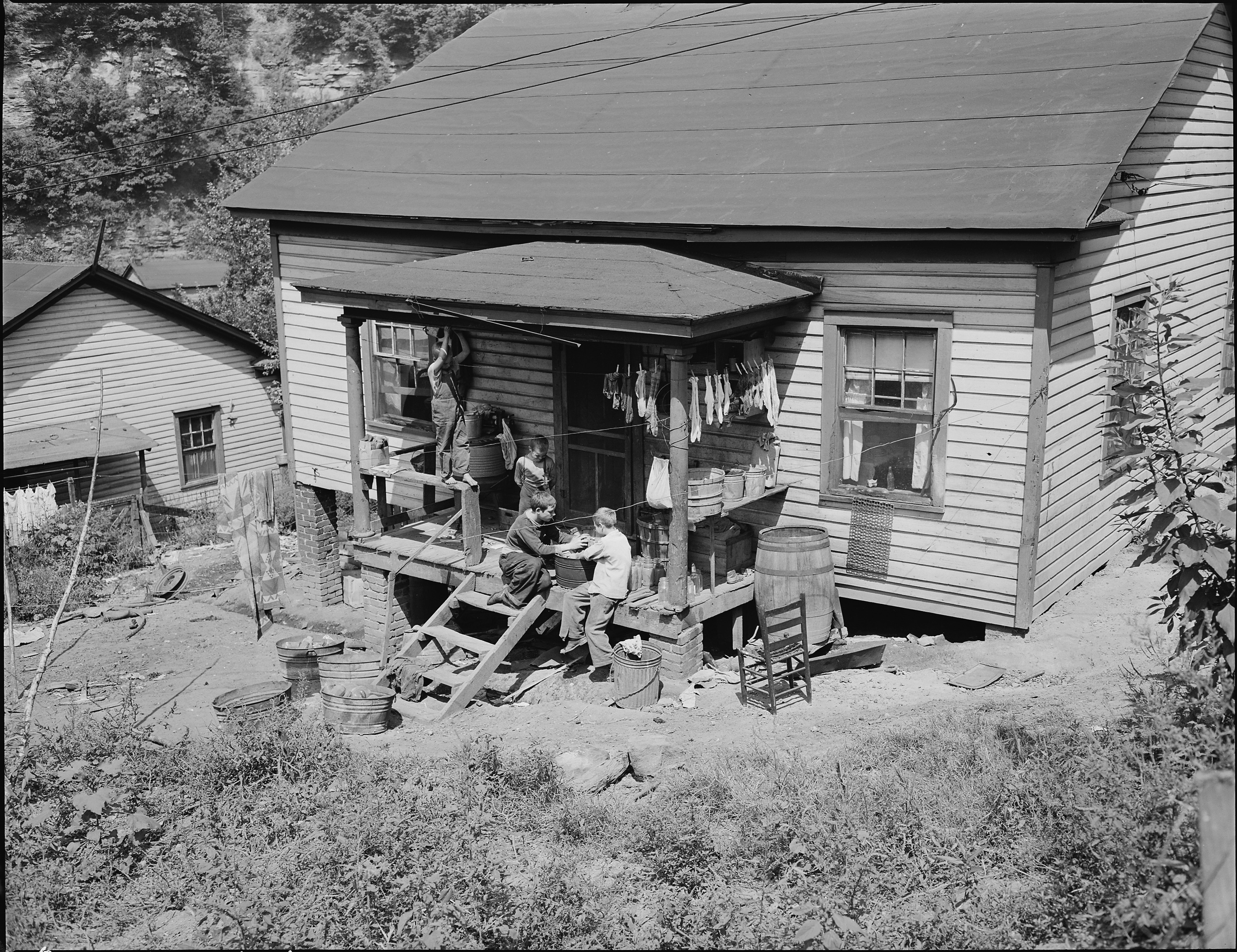
A coal miners house and family, 1946

麥克道威縣（英語：McDowell County）是美國西維吉尼亞州南部的一個縣，南鄰維吉尼亞州。面積1,385平方公里。根據美國2000年人口普查，共有人口27,329人。縣治韦尔奇（Welch）。麦克道尔县是该州最南端的县，它于1858年由弗吉尼亚州议会创建，以弗吉尼亚州州长詹姆斯·麦克道尔的名字命名。麦克道尔县位于坎伯兰山脉，属于阿巴拉契亚地区的一部分。
主要由于煤矿业就业率下降，麦克道尔县的人口从1950年的近100,000人减少到2020年的不到20,000人。麦克道尔县人民的吸毒和贫困率很高，预期寿命远低于全国平均水平。

## 历史
欧洲人到来前，该地区主要居民是印第安人中的易洛魁联盟部落。欧洲人的殖民进程主要在17世纪以后，英国人和法国人均对阿巴拉契亚山脉宣称主权。但英国人的殖民地更近，补给和交通更加便利，因此在七年战争前就已经控制阿巴拉契亚山脉以东的地区。该地区直到美国独立前都受到弗吉尼亚省的管理，欧裔移民也主要来自于弗吉尼亚。
1858年2月20日，麦克道尔县从弗吉尼亚州塔兹韦尔县北部分离出来。1861年，随着美国内战爆发，麦克道尔县的代表投票支持弗吉尼亚州脱离美国。当时弗吉尼亚州西北部的各县与与北方各州在经济和文化方面联系紧密，且因为气候和地理环境不适宜庄园经济而没有支持蓄奴的势力，因此于次年投票脱离弗吉尼亚州继续留在联邦，但西北部地区南部的麦克道尔、格林布赖尔、洛根、默瑟、门罗、波卡洪塔斯、韦伯斯特和怀俄明县均拒绝参与并支持弗吉尼亚州脱离美国。这八个县的地位之后由美国最高法院在弗吉尼亚州诉西弗吉尼亚州一案中决定并划分给新建立的西弗吉尼亚州。
麦克道尔是1863年6月20日被承认为西弗吉尼亚州的50个前弗吉尼亚所属县之一。同年麦克道尔县的居民选择了当时人口最多的城镇佩里维尔（现为英格利士）作为他们的新县治。然而，1866年州议会将县治迁至米尔克里克河口附近的一个农场。县治一直留在那里，直到1874年才回到佩里维尔。县治所在地一直存在争议，直到1892年才迁至韦尔奇。
1863年，西弗吉尼亚州的各县被划分为乡镇，目的是鼓励地方政府发展所属地区。但这在人口密度低、农业为主的西弗吉尼亚州并不切实际。1872年，乡镇改为行政长官区。麦克道尔县被划分为三个区：大溪区、埃尔克霍恩区和桑迪河区。
当地一家报纸《麦克道尔时报》的编辑在提到该县非传统的人口结构和政治状况时，将该县描述为“麦克道尔自由州”，这一描述在大众的想象中根深蒂固，亦成为该县的格言。《麦克道尔时报》是西弗吉尼亚州第一份非裔美国人报纸，创始人兼首任编辑汤姆·惠蒂科说他之所以使用这个绰号，是因为非裔美国人在麦克道尔县比在该州其他地方拥有更大的选举权、公民自由和免于种族隔离的自由。麦克道尔县建有第一座第一次世界大战纪念碑，以纪念黑人士兵。
到20世纪上半叶，麦克道尔县的经济以煤炭开采为主。1950年，它是美国“领先的煤炭生产县”。1950年，该县16%的人口在煤炭开采部门工作。然而，在接下来的几十年里，煤炭行业机械化的重大突破导致就业岗位减少。到1960年，采矿业的劳动力从约16,000人减少到约7,000人。许多人因为缺乏工作而离开，但有长期家庭关系的人倾向于继续留在这里。
约翰·肯尼迪在竞选总统期间访问了麦克道尔县，并承诺如果当选将提供援助。他的第一项行政命令创建了食品券计划，第一批食品券领取者就在麦克道尔县。

## 地理
麦克道尔县是西弗吉尼亚州最南端的县，位于北纬37.37°、西经 81.65°。它南邻弗吉尼亚州的塔兹韦尔县，西邻弗吉尼亚州的布坎南县，西北邻明戈县，北邻怀俄明县，东邻默瑟县。该县位于坎伯兰山脉，是阿巴拉契亚山脉的一个子区域。该县最高海拔约为 1,036 米（3,399 英尺），位于平顶山的西北坡。
根据美国人口普查局的数据，该县总面积为535平方英里（1,390平方公里），其中533平方英里（1,380平方公里）为陆地，1.4平方英里（3.6平方公里）（0.3%）为水域。该县大致呈半圆形，边界沿着县周围的山脉。

## 人口
| 调查年                                                        | 人口   | 备注   | %±     |
| ------------------------------------------------------------- | ------ | ------ | ------ |
| 1860                                                          | 1,535  |        | —      |
| 1870                                                          | 1,952  |        | 27.2%  |
| 1880                                                          | 3,074  |        | 57.5%  |
| 1890                                                          | 7,300  |        | 137.5% |
| 1900                                                          | 18,747 |        | 156.8% |
| 1910                                                          | 47,856 |        | 155.3% |
| 1920                                                          | 68,571 |        | 43.3%  |
| 1930                                                          | 90,479 |        | 31.9%  |
| 1940                                                          | 94,354 |        | 4.3%   |
| 1950                                                          | 98,887 |        | 4.8%   |
| 1960                                                          | 71,359 |        | −27.8% |
| 1970                                                          | 50,666 |        | −29.0% |
| 1980                                                          | 49,899 |        | −1.5%  |
| 1990                                                          | 35,233 |        | −29.4% |
| 2000                                                          | 27,329 |        | −22.4% |
| 2010                                                          | 22,113 |        | −19.1% |
| 2020                                                          | 19,111 |        | −13.6% |
| 2022年估计                                                    | 17,850 | [ 12 ] | −6.6%  |
| U.S. Decennial Census 1790–1960 1900–1990 1990–2000 2010–2020 |        |        |        |

1950年，该县人口达到顶峰，有近99,000人，但接下来的几十年里，失业导致人口急剧下降。

### 2010年
根据2010年美国人口普查，该县共有22,113人、9,176户家庭和6,196个家族。人口密度为每平方英里41.5人（每平方公里16.0人）。有11,322个住房单元，平均密度为每平方英里21.2个（每平方公里8.2个）。该县的种族构成为89.1%白人、9.5%黑人或非裔美国人、0.2%美洲印第安人、0.1%亚裔、0.0%其他种族、1.1%来自两个或多个种族。西班牙裔或拉丁裔占人口的0.4%。最大的血统群体是：13.7%爱尔兰人、12.0%德国人、11.5%英国人、8.0%美国人、2.8%撒哈拉以南非洲人、2.7%意大利人、2.0%荷兰人、1.1%苏格兰-爱尔兰人。
该县家庭收入中位数为22,154美元，家庭收入中位数为28,413美元。男性收入中位数为31,229美元，女性收入中位数为26,776美元。该县人均收入为12,955美元。约有27.5%的家庭和32.6%的人口处于贫困线以下，其中18岁以下人口占44.3%，65岁及以上人口占20.1%。

### 预期寿命
2013年，在美国3,142个县中，麦克道尔县的男性和女性居民预期寿命排名垫底。麦克道尔县男性平均寿命为63.5岁，女性平均寿命为71.5岁，而全国男性平均寿命为76.5岁，女性平均寿命为81.2岁。此外，1985年至2013年间，麦克道尔县男性平均预期寿命下降了3.2岁，女性下降了4.1岁，而同期全国男性平均预期寿命增加了5.5岁，女性增加了3.1岁。吸烟率高、肥胖率高以及身体活动水平低似乎是导致男女预期寿命下降的因素。
2020年，罗伯特·伍德·约翰逊基金会根据寿命和质量衡量的“健康结果”将麦克道尔县评为西弗吉尼亚州55个县中的最后一位。

#### 药物导致的死亡
2015年，麦克道尔县是美国药物致死率最高的县，每10万人中有141人死亡。全美药物致死率为每10万人中有14.7人死亡。邻近的怀俄明县药物致死率位居第二。

## 经济

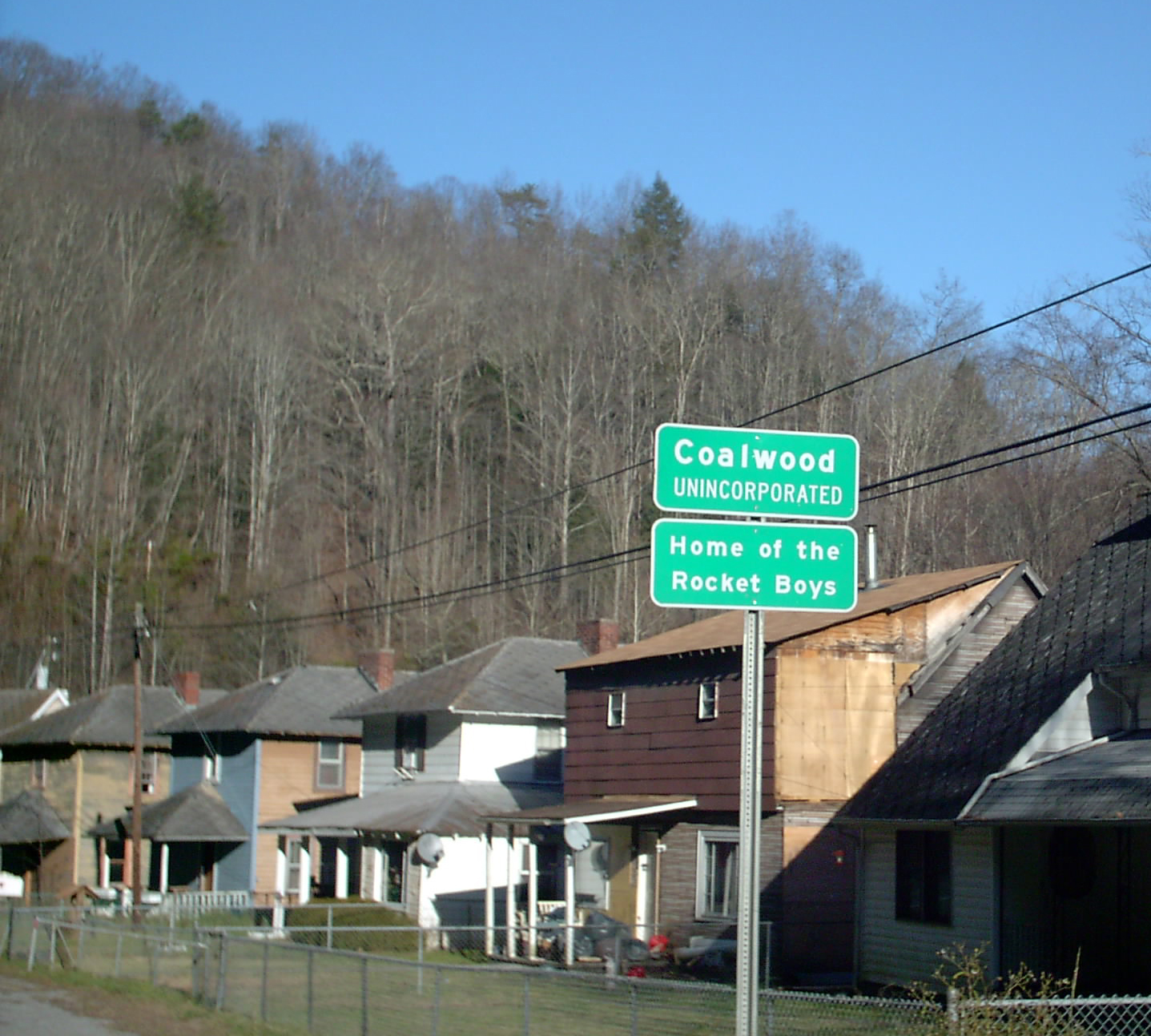
科尔伍德是“火箭男孩”的故乡，该团体在20世纪50年代尝试自制火箭，也是电影《十月的天空》的主题

该县被美国农业部列为“食品沙漠”。2017年，该县只有两家较大的杂货店，为535平方英里（1,390平方公里）的土地提供服务。该县唯一的沃尔玛超级购物中心（该县最大的雇主）于2016年关闭。
该地区的金融服务仍然匮乏。1999 年，基斯通第一国民银行（Keystone First National Bank）因欺诈被联邦存款保险公司（FDIC）关闭。基斯通第一国民银行是煤炭城基斯通唯一的银行，也是当时该镇的主要雇主。管理层一直在伪造银行财务报表，记录银行不拥有的贷款收入，给人留下银行在赚取巨额利润的假象，而实际上银行已经破产。在丑闻最严重的时候，高管们将大量文件埋在沟里，试图向银行的会计师事务所和货币监理署隐瞒欺诈行为。

### 贫困
2020年，麦克道尔县是美国第三贫困县（共3,143个县），家庭年收入中位数为26,072美元。贫困人口比例估计为31.8%。相比之下，美国家庭年收入中位数为67,521美元，贫困率为11.4%。

## 政治
工业和采矿业政治体系的力量使该县在1890年至1932年间转向共和党，甚至在1912年分裂的总统选举中支持霍华德·塔夫脱。从1936年开始，鉴于煤矿业工会的强大影响力，该县重新转向民主党，在1936年至2008年的每次选举中，除了理查德·尼克松在1972年的压倒性胜利外，该县都投票支持民主党候选人。
自1996年以来，由于民主党内部盛行的环保主义立场被视为对煤矿开采利益怀有敌意，该县再次倾向于共和党。2020年，共和党人唐纳德·特朗普 (Donald Trump)赢得了该县共和党总统候选人历史上最高的得票率，获得了78.9%的选票。

## 在流行文化中
梅尔维尔·戴维森·波斯特 (Melville Davisson Post)以麦克道尔县为背景创作了短篇小说《曾经身陷险境》。这部19世纪90年代讲述法律问题解决的故事对该地区的人民、习俗、政治和近代历史有着丰富的描述，包括铁路穿越的影响和共和党影响力的崛起。
作家兼NASA工程师Homer Hickam在麦克道尔县的科尔伍德长大。他的回忆录《十月的天空》改编自他童年在科尔伍德的业余火箭建造经历，该书于1999年被改编成好莱坞电影。

## 运输

### 主要高速公路
- 美国52号公路
- 西弗吉尼亚州16号公路
- 西弗吉尼亚州80号公路
- 西弗吉尼亚州83号公路
- 西弗吉尼亚州103号公路
- 西弗吉尼亚州161号公路
- 西弗吉尼亚州635号公路

西弗吉尼亚州公路部门目前正试图修建新的高速公路，例如美国121号公路，即煤田高速公路。

### 机场
该县有一个机场，韦尔奇市立机场，已无限期关闭。